# Hensley Meulens
Hensley Filemón Acasio Meulens (nacido el 23 de junio de 1967 en Willemstad) es un ex outfielder/infielder curazoleño de ascendencia dominicana que jugó en las Grandes Ligas. Actualmente es entrenador de bateo de los Gigantes de San Francisco. Jugó desde 1989 hasta 1998 en las Grandes Ligas, del 1994 al 1996 en la Liga Japonesa, y en el 2000 en la Liga Coreana. Fue el primer jugador de Curazao en llegar a las Grandes Ligas (país que desde entonces ha producido otros jugadores, incluyendo a Andruw Jones, Simon Randall, y Jair Jurrjens). Cuando Meulens trabajaba como entrenador de bateo en la organización de los Piratas de Pittsburgh, se desempeñaba tanto como el traductor no oficial del equipo (además de los Indios de Cleveland) y como scout japonés para los Piratas, ya que habla cinco idiomas: inglés, español, holandés, papiamento y japonés.
Bateando jonrones con la mano izquierda mientras jugaba softball durante su adolescencia Meulens se ganó el apodo de "Bam Bam", cuando sus amigos comparaban su poder con el personaje de dibujos animados de Los Picapiedra.
A lo largo de su carrera, Meulens se convertiría en el primero en jugar para las cuatro principales ligas invernales del Caribe.

## Carrera

### Primeros años de su carrera
Meulens fue firmado por los Yankees de Nueva York como amateur en 1985. Mientras jugaba para los Gulf Coast Yankees en su primera temporada como profesional en 1986, Meulens causó sensación en 1987 con el equipo Single-A, Prince William Yankees, bateando.300 con 28 jonrones y 103 carreras impulsadas, además siendo seleccionado para el equipo All-Sta de la Liga de Carolina. Su bateo se enfrió un poco en 1988 y 1989 mientras dividía su tiempo de juego entre el equipo Doble-A, Albany-Colonie Yankees, de la Eastern League y el equipo Triple-A, Columbus Clippers de la Liga Internacional.
Su bate se recuperó en 1990 con Columbus mientras ayudaba al equipo a entrar al campeonato de la Liga Internacional de 1990 (donde finalmente perdieron de Rochester Red Wings), bateando.285 con 26 jonrones y 96 carreras impulsadas, y fue seleccionado el MVP de la Liga Internacional de 1990. La impresionante temporada de 1990 de Meulens le valió un lugar en el roster de los Yankees en 1991, pero regresó a Columbus en 1992 para ayudar a llevar al equipo al Campeonato de la Copa de Gobernadores.
1993 fue un año frustrante para Meulens, a final del año los Yankees vendieron su contrato a los Chiba Lotte Marines de la Liga Japonesa.

### Como miembros de los Yankees
Hizo su debut en Grandes Ligas con los Yankees de Nueva York el 23 de agosto de 1989. Mientras tuvo un gran éxito batenadole lanzadores de ligas menores, Meulens nunca alcanzó un lugar permanente en la alineación de los Yankees, a pesar de pasar toda la temporada 1991 en el roster de los Yankees. Promediando un strike por cada tres turnos al bate, Meulens reforzaba en el jardín izquierdo al más consistente bateador del equipo Mel Hall. Vio acción limitada con los Yanquis a fines de temporada entre 1992 y 1993.

### Liga Japonesa
En noviembre de 1993, los Yankees vendieron el contrato de Meulens a los Chiba Lotte Marines de la Liga Japonesa, donde pasó la temporada de 1994, bateando 23 jonrones y remolcando 69 carreras mientras acumula 135 ponches. La temporada siguiente, Meulens firmó con Yakult Swallows, ayudando al equipo a llegar a la Serie de Campeonato de la liga en 1995.

### Regreso a América
Meulens regresó a Norteamérica en 1997, y después de una prueba fallida con los Bravos de Atlanta, llegó a jugar brevemente en las Grandes Ligas con los Expos de Montreal (mientras tenía una buena temporada en AAA con el equipo afiliado a los Expos, Ottawa Lynx) y los Diamondbacks de Arizona. Incapaz de asegurar un contrato con un equipo de Grandes Ligas en 1999, Meulens firmó con los Osos de Newark de la independiente Liga del Atlántico. Hizo una última parada en Asia, jugando 14 partidos con los SK Wyverns en la Organización Coreana de Béisbol y bateando sólo.196, antes de dirigir su carrera como jugador profesional a la Liga Mexicana con los Saraperos de Saltillo en 2000 y retirándose en 2002, después de una lesión a mitad de temporada mientras jugaba con los Pericos de Puebla.

### Competencias internacionales
Meulens representó a Holanda en los Juegos Olímpicos del 2000 en Sídney, Australia. Su doble en la cuarta entrada le dio al equipo cubano su primera derrota olímpica en 21 partidos. En última instancia, los Países Bajos ocuparon el quinto lugar en la clasificación final. Volvió al equipo como entrenador para los Juegos Olímpicos 2004 y el Clásico Mundial 2009.
Meulens también jugó para el equipo neerlandés en la Copa Mundial de Béisbol 2001 en China Taipéi y la Copa Intercontinental 2002 en La Habana, Cuba.

### Como entrenador
Meulens comenzó su carrera como entrenador con los Bluefield Orioles para las temporadas 2003 y 2004. De 2005 a 2008, fue el entrenador de bateo de los Indios de Indianápolis, filial de Triple-A de los Piratas de Pittsburgh, además fue entrenador en la Arizona Fall League para los Peoria Saguaros en 2005 y en la Hawaii Winter Baseball para los Honolulu Sharks en la temporada baja de 2006. En 2009, Meulens sirvió como entrenador de bateo de los Fresno Grizzlies, filial AAA de los Gigantes de San Francisco en la Pacific Coast League. Meulens llegó a las filas de Grandes Ligas como entrenador de bateo en 2010, sirviendo como entrenador de bateo para los Gigantes de San Francisco después del despido del anterior entrenador de bateo, Carney Lansford. En 2010 y 2012, ganó la Serie Mundial con los Gigantes.
Meulens también dirige la Academia de Béisbol de las Antillas Neerlandesas en Curazao.

### Como mánager
Dirigió en tres oportunidades al equipo de béisbol venezolano Bravos de Margarita de la LVBP, en su primera oportunidad se encargó del equipo insular en el round robin de la temporada 2010-2011 luego del despido del mánager Luis Dorante y de su interino Osmín Meléndez. En la temporada 2011-2012, sustituyó al experimentado mánager Don Baylor, sin embargo no evitó que quedaran en el último lugar. Meulens logró la ratificación como mánager para la 2012-2013, temporada que, por sus compromisos con los Gigantes de San Francisco, le impidieron comenzar desde el inicio, así que su entrenador de banca, Julio Viñas, dirigió al club hasta su llegada el 9 de noviembre, fecha que, los Bravos de Margarita se encontraban en puesto de clasificación, pero que en su llegada, el equipo bajó el rendimiento y culminó en el 7.º lugar. El contrato no fue renovado y así culminó su etapa en Margarita.
Fue el mánager de la selección de Holanda en el Clásico Mundial de Béisbol 2013.
Desde 2024 es coach de banca de los Leones del Caracas y hasta el 21 de octubre fungió como manager interino hasta la llegada de José Alguacil. No obstante su registro fue negativo, apenas pudo lograr 2 triunfos y 6 reveses.

## Vida personal
Meulens tiene dos hijas Michelle MarIise Aimee Meulens-Ebecilio (1989) y Danielle Marie Antonia Meulens-Ebecilio (1992). En 2010 Meulens tuvo un tercer hijo Elías Gabriel Ludwig.